# Nordex
Nordex SE  — європейська компанія зі штаб-квартирою у Ростоку, яка працює в галузі виробництва, встановлення та обслуговування вітрогенераторів.

## Історія
Компанія заснована 1985 року в данському місті Гіве. У 1987 році виготовлено найпотужнішу у світі вітрову турбіну потужністю 250 кВт. З 1992 року розпочато діяльність у Німеччині. Штаб-квартиру перенесено до Ростока,
однак весь центр управління компанією перемістився до Гамбурга. 1995 року розпочато виробництво турбін мегаваттної потужності. У 1999 році компанією виготовлено та введено в експлуатацію 1 000-ну турбіну. 2007 року впроваджено виробництво у Китаї. Наступного, 2008 року, засновано дочірню компанію «Nordex USA Inc», а в 2010 році впроваджено виробництво турбін у США.

## Діяльність
Компанія займається виробництвом вітрових турбін потужністю 2,4 та 3,3 МВт. Вітрогенератори компанії представлені у двох класах: Gamma-Class та Delta-Class. Nordex надає весь спектр з обслуговування вітрових турбін.